# .250-3000 Savage

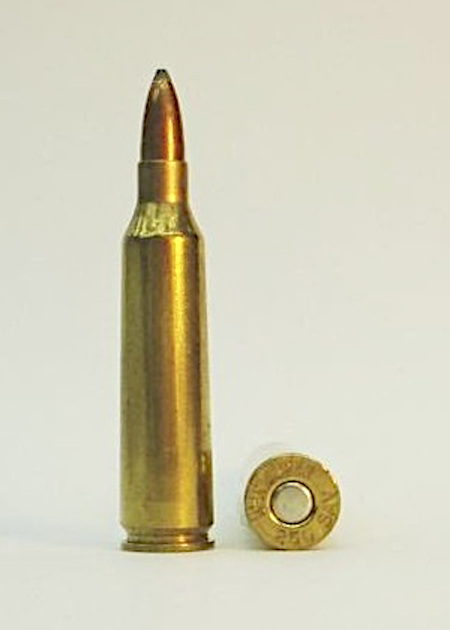
O cartucho .250 Savage.

O .250-3000 Savage (também conhecido como .250 Savage) é um cartucho de fogo central para rifle criado por Charles Newton em 1915. Ele foi projetado para ser usado no rifle Savage Model 99 por ação de alavanca sem cão. O nome vem de seu fabricante original, Savage Arms, e do fato de que a carga original atingiu uma velocidade de 3.000 pés/s (910 m/s) com uma bala de 87 grãos (5,6 g).